# Rick Jones
Richard Milhouse "Rick" Jones es un personaje ficticio que aparece en los cómics estadounidenses publicados por Marvel Comics. Rick ha sido un compañero de Bruce Banner / Hulk, Steve Rogers / Capitán América, Mar-Vell / Capitán Marvel, Artour / ROM el Caballero Espacial y Genis-Vell / Capitán Marvel. 
Ha sido un participante activo en muchas historias importantes del Universo Marvel, incluyendo la Guerra Kree-Skrull y la Guerra del Destino. Más tarde adquirió poderes, lo que hizo que sus capacidades de aprendizaje aumentaran considerablemente. Decidió dirigir su nueva capacidad hacia la tecnología de las comunicaciones, y terminó convirtiéndose en un hacktivista conocido como Susurrador.

## Historial de publicaciones
Rick Jones fue creado en 1962 por Stan Lee y Jack Kirby y apareció por primera vez en Hulk #1 (mayo de 1962).

## Historia
Rick Jones nació en Scarsdale, Arizona. Perdió a sus padres a una edad temprana y como resultado creció en un orfanato. Más tarde, acepta un desafío para ir a un campo de pruebas de bombas en Nuevo México. La bomba gamma diseñada por el Dr. Robert Bruce Banner estaba siendo probada. Banner empujó a Rick a una zanja protectora salvando su vida, pero absorbiendo los rayos gamma que transformaron a Banner en Hulk. Rick se convierte así en el único confidente de la verdadera identidad de Hulk.

### Primeros días con Hulk y Los Vengadores
Por su culpa, de haber causado el incidente (y la falta de otro lugar al que ir) lo lleva a permanecer cerca del Dr. Banner y el alter ego de Hulk. En una historia, incluso gana control mental sobre Hulk. Finalmente, la peligrosa impredecibilidad de Hulk obliga a Rick a mantener su distancia.
Más tarde, Rick forma la Brigada Adolescente, una red informal de radioaficionados adolescentes en todo Estados Unidos. La primera Brigada Adolescente jugó un papel en el origen de los Vengadores cuando el dios nórdico Loki manipuló la transmisión de radio de la Brigada Adolescente. Originalmente, la Brigada de Adolescentes intentaba unir a los Cuatro Fantásticos para luchar contra Hulk, pero en lugar de eso unieron a Iron Man, Ant-Man, Avispa y Thor para formar los Vengadores.
Después de la partida de Hulk del equipo, Rick se convierte en un Vengador honorario. Él alertó al equipo sobre la presencia de Hulk cuando comenzaron a buscar a Hulk. Se hace cercano al recientemente revivido Capitán América aunque su culpabilidad lo lleva a dejar a los Vengadores y buscar a Banner y Hulk por su cuenta.
El Capitán América rescata a Rick de uno de los alborotos de Hulk, y después de eso Rick se convierte en el compañero del Capitán América, tomando brevemente el título y el uniforme de Bucky, el socio menor del Capitán América, fallecido hace mucho tiempo. Esto fue por propia insistencia de Jones, pero el Capitán América continúa teniendo objeciones culpables, señalando que otros han perdido socios y que era hora de seguir adelante. El breve tiempo de Rick cuando Bucky le dio el entrenamiento para sobrevivir con los superhéroes hasta el día de hoy.
Cuando Rick creía que Hulk estaba muerto (aunque Hulk había sido enviado al futuro), reveló la verdad de la condición de Banner al coronel Glenn Talbot, convirtiendo a Banner en un prófugo buscado por las Fuerzas Armadas de los Estados Unidos.

### Capitán Mar-Vell
Después de ser desatendido por el Capitán América, Rick se cansó del ego del Capitán. Después de hablar con Edwin Jarvis, Rick decidió dejar a los Vengadores para siempre. Rick se unió al Kree Capitán Marvel cuando se siente atraído por las místicas Nega-Bandas. Poniendo las Bandas, se le vincula inmediatamente con el Capitán Marvel. Una vez que se unieron, uno de los dos permanece en una burbuja protectora en la Zona Negativa. Después de que la persona que no está en la Zona Negativa golpea las Nega-Bandas juntas o pasa una cierta cantidad de tiempo, los dos lugares de cambio. Rick y Mar-Vell emprenden varias aventuras para encontrar a muchos héroes diferentes, como Hulk, Namor y el Capitán América.
Rick y Mar-Vell desempeñan un papel fundamental en la Guerra Kree-Skrull. Rick es liberado de la Zona Negativa a través de un portal en la sede de los Cuatro Fantásticos. Mar-Vell sale de la zona negativa mientras que Rick todavía está en el mundo normal sin el uso de las bandas Nega. El vínculo entre los dos está roto. En el punto álgido del conflicto, la Inteligencia Suprema de Kree libera brevemente la Fuerza del Destino desde dentro de Rick. Rick usa su habilidad recién encontrada para convocar imágenes de varios héroes de la Edad de Oro. Mientras está a plena potencia, Rick detiene solo a las flotas Kree y Skrull el tiempo suficiente para poner fin al conflicto. Las lesiones que Rick mantiene conducen a Mar-Vell a vincularse voluntariamente con Rick para salvar su vida. Poco después, la serie Captain Marvel fue relanzada y descubrimos que Rick no era capaz de contener la energía de Mar-Vell. Luego fue bombardeado con energía fotónica, lo que lo salvó y le permitió contener a Mar-Vell de forma segura. Una consecuencia de esto fue que Mar-Vell obtuvo la capacidad de absorber energía además de las energías de la banda negativa para aumentar su fuerza y ahora podría volar con la energía fotónica.
Rick y Mar-Vell sirven de dúo durante varios años mientras Rick sigue su carrera musical y su vida amorosa. Finalmente, los dos se liberan de nuevo de su vínculo mientras ayudan a los Vengadores contra el Super-Adaptoide. Rick luego se separa de Mar-Vell. Rick comienza a pasar su tiempo con Hulk de nuevo y forma brevemente una nueva Brigada de Adolescentes, después lo cual Rick se encuentra nuevamente asociado con Mar-Vell, aunque no se fusionó con él mientras lidian con un legado dejado por el titán loco, Thanos. Algún tiempo después, Mar-Vell muere de cáncer que recibió cuando fue expuesto a un gas nervioso mortal robado por el villano Nitro. Nota: Mar-Vell colapsó del gas y estuvo en estado de coma hasta que le dieron un antídoto para el gas. Sin embargo, a pesar del antídoto, Mar-Vell aún desarrolló cáncer y hubo una preocupación momentánea de que el vínculo que Rick compartió con él podría haber causado que él mismo contrajera la enfermedad. Rick estaba junto a la cama de Mar-Vell cuando murió.

### Aventurarse con Rom
Tras la muerte de Mar-Vell, Rick comenzó a colaborar con Hulk nuevamente. La culpa por hacer que Banner se golpee con los rayos gamma hizo que Rick decidiera exponerse a los rayos gamma en un intento de convertirse en otro ser parecido a Hulk que pudiera detener a Hulk. Sin embargo, este plan fracasó y Rick se estaba muriendo de intoxicación gamma hasta que Banner lo curó. Sin embargo, esto también llevó a la consecuencia de que Rick desarrollara una forma de cáncer de sangre.
Rick iba a someterse a una transfusión masiva de sangre para tratar esta dolencia cuando el hospital fue atacado por monstruos creados por los Espectros. Rick fue salvado por el caballero espacial Rom y comenzó a trabajar en equipo con Rom a pesar del hecho de que Rick estaba muriendo lentamente. Tras la derrota final de los Wraiths, Rom los desterró a todos al Limbo y luego se despidió de Rick Jones y la Tierra. Poco después de que Rom se fuera, Rick Jones conoció al alienígena llamado Beyonder, quien curó a Jones de su cáncer.

### Reunión con Hulk
Poco después del encuentro con el Beyonder, Rick una vez más se asoció con Hulk. Esta vez, Hulk se había dividido en dos seres, Banner y Hulk, pero el experimento fue un fracaso y ambos estaban muriendo. El General Ross trató de detener el proceso de volver a mezclar a los dos, y Rick intervino solo para ser arrojado al baño de nutrientes químicos que estaba fusionando a Banner y Hulk nuevamente. Esto dio como resultado que Rick de alguna manera se convirtiera en una criatura parecida a Hulk y se lanzó al desierto en un salvaje ataque. Rick sería humano en el día y sería su propio Hulk sin mente de piel verde por la noche.
Con la ayuda de Visión, Banner y Hulk vuelven a estar completos, pero ambos son débiles y siguen muriendo. Como resultado de un baño de nutrientes desarrollado por Doc Samson, Banner / Hulk se revierte de Hulk verde a Hulk gris. Durante este tiempo, Rick como Hulk luchó contra Hulk gris, Zzzax, los Hulkbusters y los Outcasts. El Hulk gris es manipulado por Sam Sterns, junto con Banner, para desviar la radiación de Rick hacia Sterns. Luego, Sterns se convierte de nuevo en Líder, alterando drásticamente su apariencia, y Rick se cura de sus transformaciones de Hulk.
Rick se queda con Banner, el Hulk gris, Betty Banner y Clay Quartermain durante varios meses mientras viajan por el país en busca de un suministro gubernamental de bombas gamma. El grupo se divide después de la aparente muerte de Hulk en manos del Líder. El potencial psiónico de Rick es luego liberado por Dragón Lunar contra los invasores atlantes.
Rick escribe el libro "Sidekick", una autobiografía de su época con superhéroes. Durante un recorrido por el libro, conoce a Marlo Chandler sin darse cuenta de que acaba de romper con Hulk (en ese entonces actuando como un matón de Las Vegas con el alias Sr. Fixit). Rick es secuestrado por una nave Skrull y Hulk ayuda en el rescate de Rick. Esto comienza otro período con Rick y Hulk, esta vez con Marlo y Betty.

### Encuentro con la Muerte
Rick estuvo en contacto con la muerte de varias maneras durante este tiempo con Hulk. Primero, Rick muere a manos de Thanos, junto con la mitad del universo, cuando Thanos usa el Guantelete del Infinito para impresionar a la Muerte. Rick y los demás son traídos de vuelta en los eventos siguientes. Rick recuerda encontrarse con varias estrellas de rock fallecidas.
Rick ayudó a Hulk muchas veces durante su mandato en el Panteón. Durante el tiempo, él derriba a un asesino loco, pero todavía está atormentado por el remordimiento. Con el tiempo se une con Wolfsbane de X-Factor, quien también asesinó a otro asesino loco durante la misma debacle; incluso él termina invitándola a su boda.
Otro encuentro importante con la muerte ocurre cuando Jackie Shorr (que se revela como una asesina en serie demente) entra en su vida y dice ser su madre. Aún no se sabe con certeza si este reclamo es verdadero o no, ya que muchos otros hacen el mismo reclamo. Ella, sin embargo, insiste en que los que mató y dejó momificados en su sótano fueron sustitutos de Rick, y que él es su verdadero hijo. Se descubre que Shorr está loca, pero no hasta que mata a Marlo apuñalándola con un cuchillo de cocina. Rick, horrorizado, rechaza la oferta de Reed Richards de realizar una prueba de ADN, diciendo que no quiere saber, especialmente si ella es realmente su madre.
Rick intenta traer de vuelta a Marlo utilizando un dispositivo de resurrección conocido como el "deus ex machina" que el Líder desarrolló, pero Hulk destruye el equipo en parte durante el proceso. Marlo se queda en estado catatónico. El cuidado de Rick finalmente ayuda a que Marlo recupere su salud a pesar de la intervención de muchos otros amigos y familiares bien intencionados, incluidos los hermanos de Marlo y el Capitán América.
Poco después de que Marlo es revivida, los dos se comprometen y se casan rápidamente. Ninguno de ellos se da cuenta, sin embargo, de que una parte de la Muerte permanece en Marlo. Esta pieza de Muerte atrajo a muchos visitantes extraños a la boda, incluidos Mephisto y la propia Muerte.
La pareja casada pronto encuentra el éxito en un popular programa de entrevistas, Keeping Up with the Joneses, pero se acorta cuando Rick está paralizado por un Banner-Hulk, que hizo un trato para trabajar en Apocalipsis y convertirse en su jinete "Guerra", si quitara la metralla del cerebro de Hulk. La lesión confina a Rick a una silla de ruedas y la debilidad afecta su relación con Marlo. La tensión aumenta con la muerte de Betty Banner por envenenamiento por radiación hasta el punto de que la pareja se separó poco después.
Rick se une nuevamente al Dr. Banner después de que regrese a la Tierra y se fusione con el Hulk separado. Sus graves problemas de salud lo obligan a ser llevado por los Vengadores a la ahora Inteligencia Suprema cautiva en busca de ayuda, que marca el comienzo de la Guerra del Destino, ya que Kang, el Conquistador, rechazó su aparente destino para convertirse en resultados de Immortus en el acceso de Rick al misterioso 'Destiny Force' que se usa para atraer a un equipo de siete Vengadores de diferentes puntos en el tiempo para que actúen como sus protectores. En el transcurso de estos eventos, la lesión de Rick se cura cuando puede canalizar la Fuerza del Destino hacia sí mismo, y después de la batalla final con los poderosos Guardianes del Tiempo, se unió a Genis-Vell (el recientemente dotado Capitán Marvel e hijo de Mar-Vell), debido a una paradoja temporal que involucra al futuro Genis-Vell que se vincula con Rick a salvar su vida.

### Capitán Marvel (Genis-Vell)
El vínculo de Rick con Genis funciona aproximadamente de la misma manera que su vínculo con Mar-Vell. La mayor diferencia es que los dos entran y salen del Microverso en lugar de la Zona Negativa. El nacimiento único y el envejecimiento acelerado de Genis-Vell lo hacen opuesto a Rick: lleno de poder pero sin experiencia. Compensan las debilidades del otro con Rick asumiendo el papel de mentor. Ayudó a Genis a aprender a controlar su Conciencia Cósmica y a aceptar su papel como superhéroe. A medida que crecía la confianza de Rick, también intentó reavivar su romance con Marlo.
No fue hasta este momento que la conexión de Marlo con la Muerte finalmente se revela. Thanos ayuda a separar a los dos, pero Rick es prematuramente envejecido y pierde un brazo en el proceso. Más tarde, se ve obligado a retroceder en el tiempo a la Guerra del Destino, donde ayuda a su yo más joven en el conflicto que lo lleva a su vínculo con Genis.
Marlo intenta ayudar al anciano Rick de la misma forma en que la había ayudado cuando estaba catatónica. El orgullo de Rick, sin embargo, solo causa más problemas. La Inteligencia Suprema intenta y no restaura a Rick a su condición normal, pero es restaurado espontáneamente a su edad y salud normales poco después. Rick cree que esto fue una ayuda divina, mientras que Genis cree que fue una reacción tardía al procedimiento de la Inteligencia Suprema. Aún no se ha determinado una explicación definitiva.
Por un tiempo, Rick y Genis son arrastrados de un lado a otro a través del tiempo. Rick se encuentra con dos versiones anteriores de sí mismo: uno, un viejo coleccionista que sobrevivió bajo el gobierno del Maestro; el otro un súper villano llamado Thanatos. El súper villano Rick estaba en el proceso de crear el "último Rick Jones". Él es detenido por la habilidad del anciano Rick de empuñar el martillo de Thor, ya que Rick había sido juzgado como digno por cosas que el presente Rick aún tenía que hacer y cosas que Thanatos nunca alcanzaría.
Sin embargo, no está claro si Rick se convertirá en cualquiera de estas versiones anteriores de sí mismo. Se ha establecido que la línea de tiempo específica en la que el viejo Rick vivió no se cumplirá debido a que Hulk fue atraído hacia el futuro para vencer a su ser futuro.
Rick y Marlo nuevamente se separan cuando Marlo se involucra románticamente con Dragón Lunar. Poco después, Genis se vuelve loco cuando su conciencia cósmica alcanza su punto máximo. Los intentos de Rick de continuar como guía de Genis son bastante infructuosos. Genis se convierte en un maníaco cruel y homicida creyéndose un dios. El amigo de Rick incluso destruye el universo solo para reconstruirlo con Rick y Genis como únicos sobrevivientes.
En la realidad reconstruida, Genis vuelve a perder la razón. Rick desarrolla la capacidad de atacar mentalmente a Genis a través de su vínculo psíquico (aunque el dolor es recíproco). Durante un tiempo, Genis usa este mismo enlace para controlar a Rick. Llega hasta "convencer" a Rick de suicidarse por capricho. Genis devuelve a Rick a la vida con la misma facilidad.
En parte debido a la influencia de Rick, la locura de Genis se calmó hasta un punto en el que fue capaz de mantener una apariencia de cordura, aunque con cierta imprevisibilidad. Él crea un estudio de grabación para Rick que permite la fama y la fortuna en aras de las ventas en Internet de una canción escrita para Marlo. La misma canción también actúa como un catalizador para que los dos se reúnan, y Marlo termina su relación con Dragón Lunar.
Al final de la serie, se revela que Rick tiene una " conciencia cómica " de que la serie de cómics del Capitán Marvel estaba llegando a su fin. Empujó para que se resolvieran varios de los cabos sueltos de la serie: Rick y Genis se separaron de nuevo, y Rick se reunió con Marlo en el último informe. Esta capacidad se creó principalmente para las necesidades de este problema, y parece poco probable que vea un uso futuro.

### Runaways
Rick fue revelado como el misterioso benefactor de Excelsior. El grupo está compuesto por ex superhéroes adolescentes dedicados a reformar a otros niños superpoderosos siguiendo el mismo camino. Sus primeros objetivos son los Runaways menores de edad que patrullan Los Ángeles a raíz del vacío de poder del supervillano desde la derrota de los malvados padres de los Runaways, El Orgullo, que alguna vez controlaron la ciudad. Rick le dice a Excelsior que quería que los Fugitivos volvieran a la tutela de crianza porque no quería que pasaran por las mismas experiencias que él pasó.

### Hijo Caído: la Muerte del Capitán América
Rick sirvió como uno de los portadores del féretro en el servicio conmemorativo del Capitán América, junto con Ben Grimm, Ms. Marvel, Falcon, T'Challa y Tony Stark. Cuando Sam Wilson (Falcon) hizo su discurso inspirador, mencionó que Rick sabría lo que es llamar al Capitán América un compañero. Jones respondió diciendo "Adelante".

### Guerra Mundial Hulk
Rick se vuelve a conectar con Hulk durante la miniserie World War Hulk. Busca a Hulk e intenta convencerlo, diciéndole a su amigo que, aunque reconoce que los Illuminati han estado fuera de lugar en su decisión de exiliarlo a Sakaar y su aparente participación en la muerte de miles de personas inocentes en ese planeta, incluida la esposa de Hulk y su hijo no nacido, su actual búsqueda ciega de venganza no era él, usando la voluntad de Hulk de proteger a personas inocentes atrapadas en la lucha entre él y un Zom-poseído Doctor Strange como prueba de que Hulk todavía era un héroe que un hombre ciegamente buscando venganza. Después de la batalla culminante de Hulk con Sentry le devolvió a Bruce Banner, uno de los asociados de Hulk, Miek (que es testigo y no evitó la verdadera causa de las muertes en Sakaar que no fueron los humanos), empala a Rick en el cofre para provocar que Bruce vuelva a la normalidad. Casco. Se ve a Rick siendo cargado en una ambulancia.

### A-Bomb
Después de World War Hulk, surgió un nuevo Hulk Rojo, golpeando brutalmente y luego disparando a la Abominación hasta la muerte. Después de que esto ocurriera, Jones escapó de una base secreta en Alaska que había sido destruida de forma "Hulk". Luego de esto, Hulk Rojo se enfrenta a Jones en la Base Gamma, donde se está celebrando Bruce Banner. En defensa, Jones inexplicablemente se transforma en una criatura que se asemeja a la Abominación, llamándose A-Bomb. Durante la pelea, las medidas de seguridad básicas se activan, y arpías androides gigantes (con la cara de Betty Ross) ataque a los dos e intente eliminarlos de la base. A-Bomb logra desactivar un vuelo a mitad de camino, y ambos chocan contra la tierra, el robot explota como lo hace.
A-Bomb se unió a varios héroes como los Vengadores, los Cuatro Fantásticos, She-Hulk y Hulk para ayudar a detener un inminente terremoto en San Francisco, que fue causado por Hulk Rojo. Después de que Hulk Rojo fue derrotado, A-Bomb regresó a ser Rick. Trató de revelar quién era realmente Hulk Rojo, pero fue disparado y arrastrado por Doc Samson. En Incredible Hulk # 600 se revela que la razón por la que Doc Samson le disparó a Rick Jones es porque ahora tiene el síndrome de personalidad múltiple. También se revela que MODOK estuvo involucrado en la nueva condición de Rick. Después de que Hulk Rojo agotara la energía gamma de Hulk, A-Bomb tuvo suficiente inteligencia para llevar a Bruce Banner a un lugar seguro. En Increíble Hulk # 604, A-Bomb demostró estar completamente curado, participando junto con Korg como compañero de sparring de Skaar para prepararlo para el momento en que Hulk regrese. En el mismo número, Rick se reunió con Marlo, quien fue transformado por el Líder en Arpía, a quien Bruce confunde con Betty Ross.
Finalmente se reveló que Rick fue transformado en bomba atómica por la inteligencia bajo el mando del líder y MODOK. Usando la sangre de la Abominación, lo cambiaron para que se convirtiera en su arma, pero pronto descubrieron que no podía ser controlado tan fácilmente como lo habían planeado. En su lugar, le dieron una orden simple con un cierto Bruce Banner desencadenante. Sospechando esto, Bruce fue capaz de provocar a Rick en un momento anterior de su elección y convencerlo, evitando así que Rick se dispare en el futuro cuando sus planes se llevarían a cabo.
Durante la historia de la Guerra del Caos, A-Bomb y Korg ayudan a los Hulks a luchar contra Abominación, un Zom-possessed Doctor Strange y las fuerzas de Amatsu-Mikaboshi. Más tarde se revela que Rick es capaz de cambiar entre A-Bomb y su forma normal.
Cuando surge una nueva personalidad de Hulk como resultado de un intento de asesinar a Bruce Banner y esfuerzos para salvar su vida utilizando el virus Extremis, este nuevo Hulk, que se hace llamar "Doc Verde", decide que los superhumanos de energía gamma son una amenaza para la humanidad debe ser eliminado. Derivando una cura para las mutaciones gamma de otros de su propia fisiología, Green busca a Rick como su primer objetivo. Aunque Rick se resiste a transformarse en A-Bomb para defenderse, Verde parece tener éxito en la reversión permanente de Rick a la forma humana. Después, Rick busca a Betty (que había sido revivida de la muerte por Intelligencia y transformada en la Red She-Hulk de la misma manera que Rick se transformó en A-Bomb), aparentemente con el fin de advertirla sobre las intenciones de Doc Verde. Cuando Verde llega y Betty lo ataca como Red She-Hulk, se encuentra volviendo a la normalidad involuntariamente y se da cuenta de que Rick le había administrado la cura de Verde durante una comida que habían compartido anteriormente. Rick confiesa estar ansioso por la posibilidad de perder el control de su transformación y una adicción a la "prisa" de ser bomba atómica. Sin embargo, no estaba dispuesto a ayudar a Doc Verde a curar a Betty hasta que Doc Verde le informó que Betty, actuando bajo las órdenes de un grupo de vigilancia llamado La Orden del Escudo, estaba detrás del intento de la vida de Banner. Rick se queda atrás con la igualmente impotente Betty mientras Doc Verde continúa con su misión.

### Whisperer
Como efecto secundario de perder sus habilidades de Hulk, Rick gana brevemente la capacidad de aprender cualquier tarea a la velocidad del rayo. Él usa esta habilidad para convertirse en un hacktivista maestro conocido como el Susurrador durante la historia de los Vengadores: ¡Enfrentamiento! y ayuda secretamente al nuevo Capitán América. Él descubre un complot de Maria Hill llamado Project Kobik, que usa restos de Cubos Cósmicos destrozados para crear un nuevo cubo. El grupo de Phil Coulson aprende sobre la participación de Pleasant Hill y Rick. Deathlok, Daisy Johnson y Jemma Simmons investigaron la casa de Rick y descubrieron una ruta de escape oculta. Siguen a Rick a través de los túneles Morlock y lo detienen. Durante un interrogatorio en el Battlecarrier de S.H.I.E.L.D., los Nuevos Vengadores llegaron para recuperar a Jones de S.H.I.E.L.D. Resultó que los Nuevos Vengadores fueron contactados por Rick a través de un video pregrabado que se les enviaría en caso de que el alienígena, los nanobots que ingirió notaron que estaba inconsciente. Los Nuevos Vengadores que invaden el Battlecarrier de S.H.I.E.L.D. para recuperar a Jones incitan al Pentágono a tomar represalias al desatar un monstruo llamado American Kaiju en Nuevos Vengadores. A raíz de los acontecimientos que ocurrieron en Pleasant Hill, Steve Rogers le ofrece a Rick la oportunidad de unirse a S.H.I.E.L.D. como parte de sus reparaciones por su hacktivismo.
Durante la historia del Imperio Secreto, Rick Jones confió a un hacker llamado Rashaun Lucas datos clave que Jones dice que probarán la verdad sobre el Capitán América, quien en ese momento fue reprogramado por el clon de Red Skull utilizando los poderes de Kobik para convertirse en un Agente durmiente de Hydra. Capitán América más tarde condenó a muerte a un cautivo Rick Jones por el pelotón de fusilamiento.

### Renacimiento como Sujeto B
Después de su muerte, Rick Jones fue enterrado en el cementerio Severin Memorial. El Inmortal Hulk lleva al Doc Samson allí para demostrar que él, Bruce Banner, Betty Ross y Rick Jones están conectados a un tema constante: la resurrección. Encuentran la tumba de Rick Jones desenterrada y su cuerpo desaparecido. En el Sitio B de la Base de las Sombras de las Operaciones Hulk de EE. UU., el cadáver de Rick Jones es utilizado para experimentos gamma por científicos liderados por Charlene McGowan y todo su cuerpo está cubierto de energía gamma, que lo resucita como una Abominación / A-Bomb como una criatura con dos caras y muchas estructuras en forma de dedos que rodean su cara llamada Sujeto B. Usando una cámara colocada dentro de la cabeza de Rick, las operaciones de Hulk de EE. UU. Enviaron al Sujeto B a Reno, Nevada, para sacar a Hulk. Después de que el Sujeto B mató a dos transeúntes, Hulk pareció luchar contra él pensando que era una forma de abominación. Descubrió que en realidad era Rick cuando sus dos caras hablaban frases cortas y torturadas. Hulk no tuvo más remedio que luchar contra el sujeto B de Rick. Durante la pelea, el Sujeto B disparó ácido a Hulk que disolvió parte de su carne y negó su capacidad de curar. Al derretir las extremidades de Hulk, apareció la forma Arpía de Betty Ross y abrió a Hulk para consumir su corazón. Esto causó que el Sujeto B de Rick Jones atacara a la Arpía de Betty Ross. Hulk revive lo suficiente como para regenerar sus extremidades y golpear al Sujeto B. Arpía continúa su ataque contra el Sujeto B y le desgarra el estómago para evitar que emita ácido. Durante la pelea entre el Sujeto B y Arpía, Hulk puso a Jackie McGee a salvo cuando llegaron dos Vagones de Guerra enviados por Reginald Fortean. Cuando estaba en el aire, Arpía dejó caer al Sujeto B sobre uno de los Vagones de Guerra. Después de destruir los War-Wagons, Hulk abrió el cuerpo del Sujeto B para descubrir que era un caparazón que contenía a un Rick demacrado en su forma humana. Con Rick a cuestas, Hulk, Arpía y Jackie huyeron del área cuando Hulk vio acercarse a Gamma Flight. Algunos días después, Rick todavía estaba demacrado y decía palabras rotas hasta que un estallido de energía lo despierta y lo restaura. Usando lo que había aprendido mientras estaba experimentando, Rick dirigió a Hulk, Arpía y Jackie McGee hacia la base de operaciones de Hulk en el lago Groom en el Área 51. Cuando Doc Samson y Gamma Flight se enfrentaron al general Fortean en las operaciones de Hulk en la base de los EE. UU., Hulk, Rick, Arpía y Jackie también aparecen cuando ambas partes ven que el general Fortean se ha fusionado con el cuerpo del Sujeto B. Mientras Hulk y Gamma Flight luchan contra el general Fortean y los soldados de las operaciones de Hulk de los EE. UU., Rick ayudó a Arpía y Jackie McGee donde encontraron al mutante gamma Delbert Frye en una habitación con el científico y Charlene McGowan, quienes lloraron por la responsabilidad de lo que les sucedió a Rick y Delbert. Esto hizo que Rick le perdonara la vida.
Poco después, sin embargo, se revela que el cuerpo de Rick es, de hecho, un títere controlado por El Líder. Durante la sesión de fotos de Hulk después de las reparaciones de Georgeville, Iowa, que se destruyó durante la pelea de Hulk con los Vengadores, el Líder controló a Rick Jones para que desbordara a Hulk con energía gamma para matarlo, lo que provocó una explosión. Rick protegió a la gente de la explosión, pero se transformó en una forma alargada con brazos y piernas adicionales en el proceso. Usando a Rick, el Líder vio la pelea de Hulk con Gamma Flight. Cuando Titania notó que Rick hizo un comentario poco inteligente, el Líder controló a Rick para que la derribara, lo que provocó que el Hombre Absorbente luchara contra Hulk un poco más. Luego, el Líder permite que Rick sea teletransportado a la Base Shadow tal como lo planeó.

## Poderes y habilidades
Rick Jones es un hombre atlético que previamente no tenía poderes sobrehumanos. Ha recibido formación en gimnasia combate por el Capitán América, haciendo de él un artista marcial altamente cualificados. También es un popular autodidacta experto y el rock n 'roll y cantante guitarrista.
En un momento dado Jones ejerció la Fuerza del destino, una poderosa capacidad utilizada durante la historia del Kree-Skrull. Con este poder, a través del enfoque, que fue capaz de realizar hazañas increíbles, como tirar de varios miembros de los Vengadores equipo de superhéroes del pasado, presente y futuro, a pesar de esta capacidad es generalmente al azar a menos que otro poder de control, tales como Libra, está ayudándolo.
El potencial psiónico latente de Jones, una vez se desencadenó por la Inteligencia Suprema Kree, pero Jones es incapaz de utilizar a voluntad. También fue durante un tiempo capaz de cambiar de posición espacial / temporal con Mar-Vell, y más tarde con Genis-Vell.
Después de haber sido mantenido cautivo y sometidos a experimentos extremos por la Inteligencia, Rick Jones ha ganado la capacidad de transformarse en una criatura parecida a la Abominación, otorgándole gran fuerza sobrehumana y durabilidad (incluso el Hulk Rojo sólo causó daños superficiales), pero el retraso del crecimiento de sus patrones de habla de una manera similar a la del personaje del Hulk clásico. Sus escamas pueden cambiar de color para mezclarse con su entorno. Después de la experimentación con él por MODOK, persona humana de Rick llegó a ser dominante, pero al precio de atrapándolo en el formulario de A-Bomb. Bruce especula en una historia más adelante que esto es realmente una deliberada, aunque subconsciente, la acción por parte de Rick derivada de su temor a permitir a otros que se haga daño porque él puede ser incapaz de ayudar a ellos, que lo impulsaron a seguir siendo de la bomba atómica de modo que siempre puede estar listo para ayudar. Debido al deseo de Hulk, Rick ahora puede transformarse en va, manteniendo toda su inteligencia y personalidad. Se perdería sus poderes como A-Bomb cuando Hulk, en virtud de un nuevo personaje llamado "Doc verde", decidió eliminar todas las otras personas Gamma alimentados, y se inyecta a A-Bomb con una dosis de la curación, lo que hizo a Rick completamente humano una vez más.
Como consecuencia de haberse despoblado de su forma de A-Bomb, el cerebro de Rick cambió. Según él mismo, ahora podía adquirir nuevas habilidades a la velocidad del rayo. Con estas nuevas habilidades, Rick decidió dirigir su nueva capacidad para que las comunicaciones se conviertan en expertos en tecnología y piratería de seguridad.
Como Sujeto B, Rick tiene fuerza sobrehumana, durabilidad mejorada, regeneración, garras en las uñas y toxiquinesis. Este veneno altamente corrosivo de sus manos o dos bocas podría disolver la carne y anular los factores curativos. La cantidad de ácido depende de cuánto consuma.
Cuando se separó del cuerpo del Sujeto B, Rick obtuvo nuevos poderes: manipulación gamma y levitación.

## Otras versiones

### Marvel 2099
En la serie Spider-Man 2099, que se desarrolla en el futuro, Thanatos apareció por primera vez en 2099 persiguiendo a un hombre confuso y amnésico conocido como el Profeta Neto. Más tarde se reveló que era un suplente Rick Jones que se había quedado con la Inteligencia Suprema después de la Guerra Kree-Skrull. Thanatos quería fusionar varios Ricks en un "Ultimate Rick Jones". Fue derrotado por el Rick Jones del presente y la línea de tiempo de Rick, Futuro Imperfecto.

### The Incredible Hulk: Future Imperfect
En el futuro alternativo distópico que se ve en la miniserie The Incredible Hulk: Future Imperfect, en el que Hulk se ha convertido en el loco megalómano conocido como el Maestro después de dos guerras nucleares, el anciano Rick Jones es el líder casi senil y lisiado del último bastión. de resistencia contra el Maestro. Vive en un museo de artefactos que había pertenecido a varios superhumanos fallecidos. Utiliza una máquina del tiempo para enviar a sus seguidores al pasado para reclutar a Hulk para derrotar al Maestro. Durante el conflicto que siguió, Rick muere, y antes de que Hulk regrese a su propio período de tiempo, extiende las cenizas de Rick sobre el escudo del Capitán América antes de arrojarlo al espacio.

### Casa de M
En la historia de la Casa de M, el Genis-Vell privado tropieza con una lápida que afirma que Rick Jones murió a una edad temprana a causa de un trágico accidente desconocido.

### La Última Historia de los Vengadores
En el período de tiempo futuro visto en The Last Avengers Story, Rick Jones ha creado una bóveda de superhéroes para contener artefactos e información importantes. Es asaltado por Ultron en un intento por matar a los Vengadores.

### Ultimate Marvel
En Ultimate Origins # 5, los Ultimate Vigilantes anuncian a los Cuatro Fantásticos que "ahora elegirán un heraldo para ayudarte con tu nuevo orden mundial". Eligen al joven Rick, quien luego desarrolla superpoderes en su patio trasero en Queens.
Seis meses después de Ultimatum, Rick se despertó en un hospital de un coma que fue inducido por la oleada de energía que le dieron los Vigilantes. La madre de Rick pensó que su hijo era un mutante y confió en su vecina, May Parker. May luego le dijo a Peter, Bobby y Johnny que se pusieran "en forma" y fueran a hablar con Rick. Cuando se enfrentaron a Rick, se sobresaltó y accidentalmente utilizó sus nuevos poderes para teletransportarse a sí mismo y a Spider-Man a un restaurante en Ann Arbor, Míchigan. Rick se asustó aún más y dijo que quería irse a casa, momento en el que se teletransportó a Nueva York. Cuando Bobby le dijo a Rick que estaba bien ser un mutante, Rick exclamó que no era un mutante y que un "ojo flotante le daba sus poderes". En este punto, Johnny recordó más de medio año antes cuando él y los antiguos Cuatro Fantásticos estaban investigando la aparición de los Vigilantes. Luego le dijo a Rick que debía ser el heraldo que los Vigilantes habían elegido.
Al enterarse de esto, Rick estaba demasiado molesto y reacio a aceptar el misterioso papel de los Vigilantes y quería viajar al Proyecto Pegaso para exigir que el Vigilante Uatu, que anteriormente se encontraba allí, renunciara a sus poderes. A pesar de la protesta de Johnny Storm, Rick teletransportó a todos al Proyecto Pegaso y descubrió que había sido atacado e invadido por el Escuadrón Serpiente. Rick y sus aliados lucharon contra el Escuadrón Serpiente, en el que Rick controla con éxito sus poderes para derrotar al Escuadrón. Después de regresar a Nueva York, Rick se dio cuenta de que realmente disfruta tener superpoderes y elige tomar el alias de superhéroes Nova. Rick decidió emprender un viaje de autodescubrimiento para comprender cuál es su papel para el mundo después de despedirse de su familia.

## Adaptaciones a otros medios

### Televisión
- Rick Jones apareció por primera vez en la serie de 1966, The Marvel Super Heroes, con la voz de Paul Soles.[110] En el episodio "El origen de Hulk", Bruce Banner se apresura para salvar a Rick de la bomba explosión gamma que convierte a Bruce en Hulk. Posteriormente, Rick se hace amigo de Bruce y hace todo lo posible para tratar de ayudarlo en sus aventuras y guardar el secreto de Hulk.
- Rick Jones también fue un personaje regular en el 1982, The increíble Hulk, con la voz de Michael Horton. No, Rick era rubio, llevaba un sombrero vaquero, y tenía una novia llamada Rita.
- Rick Jones apareció en el 1994, Los Cuatro Fantásticos serie de dibujos animados, con la voz de Benny Grant. Fue visto en el episodio, "Pesadilla en verde".
- Rick Jones era un personaje regular en la serie de 1996 The Incredible Hulk, con la voz de Luke Perry. En el final de la primera temporada, a causa de Ross, cae en el baño nutritivo de radiación saturado que había sido utilizado para separar a Hulk y Bruce Banner y fue en ese momento que se utiliza para fundirlos de nuevo juntos. Rick absorbe suficiente cantidad de la radiación gamma para convertirse en su propia versión adolescente de Hulk. Rick es posteriormente curado después de que el Líder absorbe su poder con el fin de restaurar su propia forma con ayuda de Gárgola.
- Rick Jones apareció en Iron Man: Armored Adventures, con la voz de Andrew Francis. En el episodio "Incontrolable", el Controlador encontró que la tarea de controlar a Hulk era imposible, por lo que trata de controlar a Rick y usar su amistad con Hulk para vengarse de A.I.M. Cuando ambos intentos fallan, este último se debe a la intervención de Iron Man, él decide tomar el control de Iron Man. Rick y Pepper Potts finalmente, son capaces de convencer a Hulk de romper el disco del Controlador en Iron Man, haciendo que el Controlador se desmaye con la idea de que la armadura Dynamo Buster de Iron Man y Hulk se rompan simultáneamente. Reaparece en un flashback durante el episodio "La Furia de Hulk" cuando Bruce Banner describe los orígenes de Hulk. Bruce llama a Rick un "fugitivo".
- Rick Jones / A-Bomb aparece en varias caricaturas de Marvel vistas en Disney XD, con la voz de Seth Green.[111][112]
  - El personaje primero aparece en Hulk and the Agents of S.M.A.S.H., como A-Bomb. Rick Jones desarrolla algunas cámaras de levitación para filmar los actos heroicos de Hulk al estilo de un programa de telerrealidad. Durante la lucha contra el ejército de Annihilus, Rick está expuesto a la radiación gamma y muta en su forma como A-Bomb (Abomination Bomb, debido al gran parecido que posee Rick transformado con Emil Blonsky), pero conserva su personalidad original. Posteriormente, A-Bomb es el que se le ocurre un nombre para su grupo llamado los Agentes de S.M.A.S.H. con Hulk, She-Hulk, Hulk Rojo y Skaar.
  - El personaje tiene apariciones esporádicas en la serie de dibujos animados Ultimate Spider-Man; A-Bomb se ve en Ultimate Spider-Man: Web Warriors y en su forma humana aparece en Ultimate Spider-Man vs. Los 6 Siniestros. En "Concurso de Campeones" Pt. 3, el Coleccionista invoca a A-Bomb junto a She-Hulk y Hawkeye para ayudar a Thor a luchar contra el equipo del Gran Maestro de Annihilus, Attuma y Terrax. En el "Concurso de Campeones" Pt. 4, A-Bomb es uno de los héroes liberados por Spider-Man y She-Hulk. El episodio "Regreso al Univers-Araña, Pt. 3", cuenta con una versión Noir que es miembro de la pandilla de Joe Fixit donde se llama a sí mismo A-Bombardier. Cuando Spider-Man y Chico Arácnido llegan en medio de una guerra de pandillas entre la pandilla de Fixit y la pandilla rival de Hammerhead, A-Bombardier se encuentra entre los transmutados en piedra por Señor Negativo, lo que hace que Spider-Man y Chico Arácnido convenzan a Spider-Man Noir y Fixit para trabajar juntos. Después de la derrota de Señor Negativo, A-Bombardier se encuentra entre los que se restauraron a la normalidad.

### Películas
- Rick Jones estaba destinado originalmente a aparecer en la película Hulk (2003);[113] siendo reemplazado por Harper (interpretado por Kevin Rankin), un compañero de Bruce quien lo salva de las radiaciones gamma.[114]
- El personaje aparece también en el guion original de Marvel Cinematic Universe, The Incredible Hulk (2008), pero el personaje fue descartado por el nuevo tratamiento del guion de Edward Norton. El personaje se menciona brevemente durante los créditos de apertura.[115]

### Videojuegos
- Rick Jones aparece en el videojuego The Incredible Hulk, con la voz de Jon Curry. En el juego, él es un fiel aliado de Hulk, los dos se encontraron inicialmente cuando Hulk salva a Rick de ser 'programado' para suicidarse por las fuerzas del Enclave, un grupo de científicos de élite que busca la dominación mundial. Después de que Hulk salva a Rick y vuelve a Bruce Banner, Rick convence a Bruce para que trabaje con él para detener las fuerzas del Enclave. Rick le envía a Bruce información sobre varias bases de Enclave que Hulk puede destruir posteriormente.
- A-Bomb aparece como un NPC en Marvel: Ultimate Alliance 2, con efectos vocales proporcionados por Fred Tatasciore. Él termina bajo el control de The Fold cuando se lo encuentra en Wakanda en el camino hacia el palacio de la Pantera Negra. Él es ayudado en la batalla por Justicia.[116] Sus poderes fueron luego copiados por la forma Nanite de Nick Fury junto con los poderes y habilidades de Electro, Firestar, Multiple Man y Bishop.
- El personaje aparece como un personaje jugable DLC en Lego Marvel Super Heroes, con la voz de Will Friedle (Rick Jones) y de Steven Blum (A-Bomb).
- A-Bomb es un personaje jugable en Marvel: Avengers Alliance.[117]
- A-Bomb/Rick Jones es un personaje jugable en LEGO Marvel's Avengers, con la voz de Robbie Daymond.[118] Una misión es que los jugadores protejan a A-Bomb de los científicos que quieren curarlo, ya que A-Bomb quiere hacerse una selfie con Hulk.